# Shauna Baker
Shauna Baker es una modelo y actriz canadiense, hermana de Shannon Baker, con la que integra el famoso dúo de las "Gemelas Baker", muy popular en el cine, la televisión y el mundo del modelaje en Canadá. Junto a su hermana apareció en el reconocido programa de la modelo y presentadora de televisión Tyra Banks,  The Tyra Banks Show.

## Filmografía

### Cine
| Año  | Cinta                  | Rol             | Notas         |
| ---- | ---------------------- | --------------- | ------------- |
| 2016 | The Red Man's View     | Kimana          |               |
| 2015 | Dracula Reborn         |                 |               |
| 2014 | Raven Tales: The Movie | Abas            |               |
| 2014 | Drunktown's Finest     | Karah           |               |
| 2014 | Battle B-Boy           | Kayla           |               |
| 2014 | Finding Neptune        |                 |               |
| 2014 | Lala                   | Staci           |               |
| 2012 | Checkpoint C           | Angel           |               |
| 2012 | Bikini Blues           | Sara            |               |
| 2012 | April Rain             | Chloe           |               |
| 2012 | The Revenge            |                 |               |
| 2012 | Chain of Fools         | June            |               |
| 2012 | Strengths              |                 |               |
| 2011 | Dead Simple            | Tala            |               |
| 2010 | Western Confidential   | Mujer           | Directo a DVD |
| 2010 | Blue in the Face       | Hermana         |               |
| 2010 | Dream Catcher          | Rachel          |               |
| 2010 | Zed: A Bisexual Story  | Anna            |               |
| 2009 | Seeds                  | Mujer           |               |
| 2008 | Sharp as Marbles       | Chica en bikini | Directo a DVD |

### Televisión
| Año  | Título                         | Rol           | Número de episodio | Episodio       | Notas       |
| ---- | ------------------------------ | ------------- | ------------------ | -------------- | ----------- |
| 2015 | CSI: Crime Scene Investigation | Margo Vance   | 15:18              | "End Game"     | Invitada    |
| 2012 | Fem Vamp                       | Navaeh        | 2.1                | "Her Highness" | Invitada    |
| 2011 | Blue Mountain State            | Kiki          | 3.18               | "Fun Facts"    | Invitada    |
| 2009 | Tales of an Urban Indian       | Tanya         | 1                  | "Pilot"        | Protagónico |
| 2007 | Tin Man                        | Demillo       | 2                  | Serie de TV    |             |
| 2006 | Smallville                     | Honduras Girl | 5.17               | "Void"         | Invitada    |